# Les choses s'arrangent mais ça ne va pas mieux
Les choses s'arrangent mais ça ne va pas mieux (One good turn, a jolly murder mystery) est un roman de Kate Atkinson, publié en 2006.

## Résumé
Jackson Brodie, personnage déjà présent dans un autre livre d'Atkinson; La Souris Bleue, est témoin d'un violent accrochage entre deux automobilistes et se trouve par conséquent au cœur d'une série d'aventures incroyables.